# Erik ten Hag
Erik ten Hag (Haaksbergen, 1970. február 2. –)  holland labdarúgó, edző. Jelenleg a Bayer Leverkusen vezetőedzője.
Játékosként középhátvédként játszott, a Twente játékosaként kezdte pályafutását. 1990-ben a De Graafschap játékosa lett, ahol első szezonjában másodosztályú bajnok lett. 1992-ben visszatért a Twente csapatához, majd két évvel később leszerződtette az RKC Waalwijk. 1995-ben leigazolta az Utrecht. 1996-ban harmadjára is visszatért a Twentéhez, ahol 2001-ben holland kupagyőztes lett. 2002-ben vonult vissza.
2012-ben kezdett el edzősködni, mikor kinevezték a Go Ahead Eagles élére. Első szezonjában feljuttatta a csapatot az első osztályba. 2013-ban szerződtette a Bayern München II, feljuttattva őket a bajor regionális ligába 2014-ben. 2015-ben az Utrecht sportigazgatójaként és vezetőedzőjeként tért vissza Hollandiába. 2017-ben lett az Ajax edzője, ahol az itt eltöltött öt év alatt három bajnoki címet, két holland kupát és egy szuperkupát nyert meg és az UEFA-bajnokok ligája elődöntőjéig vezette csapatát. 2022 és 2024 között a Manchester Unitedet irányította, ahol egy ligakupa-győzelem, egy kupagyőzelem áll neve mellett. 2025-ben a Bayer Leverkusen vezetőedzőjének nevezték ki.

## Pályafutása

### Játékosként
Pályafutását az amatőr sv Bon Boys csapatában kezdte, amely szülővárosának csapata volt. Ezt követően került a Twente csapatához, ahol 1989. december 13-án debütált a felnőttek közt, amikor a Groningen elleni 5-0-ra megnyert bajnokin a 66. percben csereként állt be Robin Schmidt helyére. Első szezonjában tizennégy bajnokin játszott, majd egy év múlva, immár az élvonalban, minden bajnokin pályára lépett. Az 1990–1992-es szezonban a De Graafschap játékosa volt, majd két idényre visszatért a Twentéhez. Pályafutása során megfordult még az RKC Waalwijk és az Utrecht csapataiban, majd a Twentétől vonult vissza 2002 nyarán.  Legnagyobb sikere a 2001-es kupagyőzelem volt.

### Edzőként

#### Első évek
Visszavonulását követően segédedzőként dolgozott a Twente és a PSV Eindhoven csapatainál is, majd 2012. július 1-jén a Go Ahead Eagles vezetőedzőjének nevezték ki. 2013. június 6-tól, 2015 májusáig a Bayern München tartalékcsapatát irányította, majd az Utrecht élére nevezték ki. Első szezonjában az élvonal ötödik helyéig és a holland kupa döntőjébe vezette az Utrechtet, de ott alulmaradtak a Feyenoorddal szemben. Az idény végén az év edzőjének választották. 2017. december 28-án lemondott posztjáról, majd még aznap bejelentették, hogy 2018. január 1-jétől ő az AFC Ajax vezetőedzője.

#### AFC Ajax
2019-ben a csapatot az UEFA Bajnokok ligája elődöntőjéig vezette, először 1997 óta. A nyolcaddöntőben 4–1-re legyőzték a címvédő Real Madridot a Santiago Bernabéu stadionban, majd az olasz bajnok Juventus csapatát 2–1-re idegenben, miután az első meccsen 1–1-es döntetlent játszottak. Az elődöntő első mérkőzésén az Ajax 1–0-ra legyőzte a Tottenham Hotspurt a Tottenham Hotspur Stadionban. Ennek ellenére a visszavágón Lucas Moura második félidőben szerzett mesterhármasának köszönhetően 3–2-re kikaptak hazai pályán. Az utolsó gólt a 96. percben szerezte a brazil.
Az első trófeáját 2019. május 5-én nyerte el az Ajax edzőjeként, legyőzve a Willem II-t a 2018–2019-es holland labdarúgókupa döntőjében. Mindössze tíz nappal később az Ajax bebiztosította bajnoki címét is, miután 4–1-re legyőzték De Graafschap csapatát idegenben, 2002 óta először duplázott a csapat.
2021. április 18-án ten Hag vezetésével az Ajax elnyerte rekordnak számító 20. holland kupáját. legyőzve a Vitesse-t a döntőben, ismét duplázva. Két héttel később ten Hag szerződést hosszabbított a csapattal a 2022–2023-as szezon végéig. 2022. január 16-án ten Hag lett az a menedzser a holland bajnokság történetében, aki leggyorsabban elérte a 100 bajnoki győzelmet az Ajax edzőjeként. Mindössze 128 mérkőzés kellett neki. A 2021–2022-es szezonban ismét bajnoki címet nyert az Ajax edzőjeként.

#### Manchester United
2022. április 21-én a Manchester United bejelentette, hogy megegyezett az Ajax csapatával ten Hag leigazolásáról. 2025-ig írta alá szerződését, amelyet a klub egy évvel meghosszabbíthat. Az Ajax csapatával 2022. május 15-én felbontotta szerződését, hogy idő előtt munkába álljon az angol csapatnál. Augusztusban Ten Hag elvesztette első Premier League-mérkőzését, 2–1-re a Brighton otthonában. Azt követően, hogy a csapat 4–0-ra kikapott a Brentfordtól, ten Hag lett az első United-menedzser John Chapman óta 1921-ben, aki elvesztette első két mérkőzését. 2022. augusztus 22-én nyerte meg első mérkőzését a United edzőjeként, egy 2–1-es győzelemmel a rivális Liverpool ellen. Miután a United megnyerte mindkét bajnoki mérkőzését szeptemberben, ten Hag a hónap menedzsere lett a hónapban.
A United menedzserei közül ő érte el leggyorsabban a 20 győzelmet a csapat élén, 2023 januárjában a Charlton Athletic elleni sikerrel. Első trófeáját mindössze hat hónappal első mérkőzése után nyerte el a csapat élén, mikor a United 2–0-ra legyőzte a Newcastle-t a ligakupa 2023-as döntőjében. Ezzel mindössze a második edző lett a csapat történetében, aki első szezonjába trófeát nyert. 2023 februárjában a hónap menedzserének választották a Premier League-ben, miután a United egész hónapban veretlen volt a bajnokságban.
Második döntőjébe 2023 áprilisában jutott be, miután a manchesteri csapat büntetőkkel legyőzte a Brighton & Hove Albiont az FA-Kupa elődöntőben. A Manchester United történetében neki lett legtöbb győzelme első szezonjában, mint menedzser. Mindezek mellett Alex Ferguson visszavonulása óta a 2022–2033-as szezonban zárta először az évadot az első négy hely egyikén a csapat úgy, hogy közben egy kupát is elhódított. Ten Hag mindössze az ötödik menedzser lett a csapat történetében, aki első szezonjában elérte a bajnokság első négy helyét (John Bentley, Matt Busby, Ron Atkinson és Louis van Gaal után). Az első évadban 61 mérkőzéséből 41-et megnyert (67%), ami a legjobb bármely United-menedzser közül. Ezek mellett 27 mérkőzést nyert meg hazai pályán, ami a legtöbb a United történetében, csak Alex Ferguson érte el ugyanezt (2002–2003-ban).
Első ötven mérkőzéséből a Premier League-ben harmincat nyert meg a holland edző, ami az egyik legjobbnak számít a liga történetében és az egyetlen United-menedzser, akinek a bajnokságban ez sikerült a csapat megalapítása óta. 2023 novemberében megnyerte a hónap menedzsere díjat, miután a United megnyerte összes mérkőzését és egy gólt se kapott a hónapban. 2024 februárjában ismét jelölést kapott, miután csapata az öt bajnokiból négyet megnyert. 2024 márciusában a csapat az FA-Kupa elődöntőjébe jutott, miután 4–3-ra megverték a Liverpool csapatát, egy 121. percben szerzett találattal. A kupát később megnyerték, 2–1-re, a Manchester City ellen, az előző szezon döntője újrajátszásában. Ezzel a holland menedzser Sir Alex Ferguson óta az első United-edző lett, aki két egymást követő évben trófeát tudott nyerni. 2024. július 4-én új szerződést írt alá, 2026-ig.
Ugyan a 2024–2025-ös szezon se kezdődött tökéletesen, a szezon első ligakupa-mérkőzésen történelmi győzelmet aratott a csapat a Barnsley ellen, 7–0-ra legyőzve a harmadosztályú együttest. Ez a csapat legnagyobb különbségű győzelme volt Ten Hag kinevezése óta, illetve a kiírás történetében is. 2024. október 28-án menesztették posztjáról. Az utolsó két mérkőzésén a csapat döntetlent játszott a Fenerbahçe ellen, illetve kikapott a West Ham Unitedtől a bajnokságban. Ekkor a United 14. volt a bajnokságban, kilenc meccs után csak tizenegy ponttal.

### Bayer Leverkusen
2025. május 26-án a Bayer Leverkusen bejelentette, hogy Ten Hag lesz Xabi Alonso utódja, miután a spanyol edző a Real Madridhoz szerződött.

## Stílusa
Ten Hag ismert arról, hogy közvetlen és szigorú játékosaival, nem szeret nekik szabadnapot adni. Még akkor is az edzőközpontban tartja őket különböző megbeszéléseken, ha nem tudnak a pályára menni a játékosok fáradtsága miatt, közvetlenül a mérkőzések utáni napokban, „mindig tanítja” játékosait. Ezek mellett fontosnak tartja azt, hogy játékosai mindig időben érkezzenek és nem fél megbüntetni őket, ha szükségesnek tartja, attól függetlenül, hogy a játékos mennyire fontos lehet a következő mérkőzésen. Első szezonjában a Unitednél elküldte a csapattól Cristiano Ronaldót és Jadon Sancho is el lett különítve az első csapattól, amíg formába nem lendült.
Ezek mellett gyakran nem ő tartja edzéseit, inkább csak felügyeli azt, Mitchell van der Gaag vagy más asszisztensei tartják a taktikai és technikai tréningeket, csak akkor lép közbe, mikor saját metódusait akarja használni. Ez sokban hasonlít a United korábbi menedzsereire, Sir Alex Fergusonra és Ole Gunnar Solskjærra. Gyakran van mellette egy másik edző is, akinek a legfontosabb szerepe a játékosok személyes támogatása, míg ten Hagé a szigor és a fegyelem. Ezt a szerepet a Unitednél Steve McClaren játssza.
Stílusában nagy szerepet játszanak a közvetlen támadások, amiben a United már első szezonja alatt ligaelső volt. Csapatai kiemelkedően játszanak a labda visszaszerzése után, amiben általában nagy szerepet játszik a csapat védekező középpályása, majd nyolcasa. Ennek következtében kulcsfontosságú, hogy játékosai jól és fegyelmezetten, már mélyen az ellenfél félpályáján, tudjanak nyomást helyezni az ellenfélre, hogy minél hamarabb visszaszerezzék a labdát és létrehozzák a közvetlen támadások lehetőségét. A cél, hogy a csapat a labda elvesztésétől számítva 5 másodpercen belül visszaszerezze a játékszert és, ha ez nem sikeres, akkor álljon vissza egy 4–4–2-es felállásba védekezés közben. Abban az esetben, ha gyorsan visszaszerzik a labdát, csapatai gyakran tíz másodpercen belül már kapura is lőttek.
Fontosnak tartja ezek mellett játékosai mozgását, amikor nincs náluk a labda. A holland edző azt nyilatkozta 2023-ban, hogy „amit sokat gyakorlunk az az, hogy hogyan mozgunk a pálya utolsó harmadában. [...] Arra tekintettel, hogy ki jön az első, a második vagy akár a harmadik hullámban.” Támadóitól akkor is elvárja, hogy bemozogjanak a védelem mögé, ha biztosan látják, hogy nem fogják megkapni a labdát, azzal a céllal, hogy széthúzzák a védelmet, több helyet adva a többi játékosnak, gyakran a középpályásoknak, középen.

## Statisztikája játékosként
| Csapat           | Szezon           | Bajnokság        | Bajnokság | Bajnokság | Kupa | Kupa | Európa | Európa | Egyéb | Egyéb | Összesen | Összesen |
| Csapat           | Szezon           | Osztály          | Mér.      | Gól       | Mér. | Gól  | Mér.   | Gól    | Mér.  | Gól   | Mér.     | Gól      |
| ---------------- | ---------------- | ---------------- | --------- | --------- | ---- | ---- | ------ | ------ | ----- | ----- | -------- | -------- |
| Twente           | 1989–1990        | Eredivisie       | 14        | 0         |      |      | 0      | 0      | —     | —     | 14       | 0        |
| De Graafschap    | 1990–1991        | Eerste Divisie   | 37        | 5         |      |      | —      | —      | —     | —     | 37       | 5        |
| De Graafschap    | 1991–1992        | Eredivisie       | 17        | 1         |      |      | —      | —      | —     | —     | 17       | 1        |
| De Graafschap    | Összesen         | Összesen         | 54        | 6         |      |      | —      | —      | —     | —     | 54       | 6        |
| Twente           | 1992–1993        | Eredivisie       | 24        | 1         |      |      | —      | —      | —     | —     | 24       | 1        |
| Twente           | 1993–94          | Eredivisie       | 21        | 1         |      |      | 1      | 0      | —     | —     | 22       | 1        |
| Twente           | Összesen         | Összesen         | 45        | 2         |      |      | 1      | 0      | —     | —     | 46       | 2        |
| RKC Waalwijk     | 1994–1995        | Eredivisie       | 31        | 2         |      |      | —      | —      | —     | —     | 31       | 2        |
| Utrecht          | 1995–1996        | Eredivisie       | 30        | 2         |      |      | —      | —      | —     | —     | 30       | 2        |
| Twente           | 1996–1997        | Eredivisie       | 26        | 1         |      |      | —      | —      | —     | —     | 26       | 1        |
| Twente           | 1997–1998        | Eredivisie       | 33        | 0         |      |      | 5      | 0      | —     | —     | 38       | 0        |
| Twente           | 1998–1999        | Eredivisie       | 29        | 0         |      |      | 4      | 0      | —     | —     | 33       | 0        |
| Twente           | 1999–2000        | Eredivisie       | 30        | 2         |      |      | —      | —      | —     | —     | 30       | 2        |
| Twente           | 2000–2001        | Eredivisie       | 28        | 0         |      |      | —      | —      | —     | —     | 28       | 0        |
| Twente           | 2001–2002        | Eredivisie       | 16        | 0         |      |      | 2      | 0      | 1     | 0     | 19       | 0        |
| Twente           | Összesen         | Összesen         | 162       | 3         |      |      | 11     | 0      | 1     | 0     | 174      | 3        |
| Karrier összesen | Karrier összesen | Karrier összesen | 336       | 15        |      |      | 12     | 0      | 1     | 0     | 349      | 15       |

1. ↑  Nem ismert, hogy ten Hag hány mérkőzést játszott a holland kupában karrierje során
2. 1 2 3  Az UEFA-kupában játszott mérkőzések
3. ↑  Az Intertotó-kupában játszott mérkőzések
4. ↑  A holland szuperkupában játszott mérkőzések

## Statisztikája vezetőedzőként
2024. október 28-án frissítve.
| Csapat            | –tól               | –ig                | Statisztika | Statisztika | Statisztika | Statisztika | Statisztika |
| Csapat            | –tól               | –ig                | M           | GY          | D           | V           | GY %        |
| ----------------- | ------------------ | ------------------ | ----------- | ----------- | ----------- | ----------- | ----------- |
| Go Ahead Eagles   | 2012. július 1.    | 2013. június 6.    | 39          | 18          | 11          | 10          | 46.15       |
| Bayern München II | 2013. június 6.    | 2015. május 22.    | 72          | 48          | 10          | 14          | 66.67       |
| Utrecht           | 2015. május 23.    | 2017. december 27. | 111         | 56          | 26          | 29          | 50.45       |
| Ajax              | 2017. december 28. | 2022. május 15.    | 215         | 158         | 28          | 29          | 73.49       |
| Manchester United | 2022. május 23.    | 2024. október 28.  | 128         | 70          | 23          | 35          | 54.69       |
| Bayer Leverkusen  | 2025. július 1.    | jelenlegi          | 0           | 0           | 0           | 0           | 0.00        |
| Összesen          | Összesen           | Összesen           | 565         | 350         | 98          | 117         | 61.95       |

## Sikerek és díjak

### Játékosként
De Graafschap
- Holland másodosztály: 1990–1991

Twente
- Holland Kupa: 2000–2001

### Edzőként
Bayern München II
- Regionalliga Bayern: 2013–2014[44]

Ajax
- Eredivisie: 2018–2019, 2020–2021, 2021–2022
- Holland Kupa: 2018–2019, 2020–2021
- Holland Szuperkupa: 2019

Manchester United
- Angol kupagyőztes: 2023–2024
  - ezüstérmes: 2022–2023
- Angol ligakupa: 2022–2023

Egyéni
- Rinus Michels-díj: 2016, 2019, 2021[45]
- FIFA Az év edzője: 2019 (4. hely)
- Premier League – A hónap edzője díj: 2022. szeptember,[26] 2023. február,[29] 2023. november[34]